# Силистра (община)
Сили́стра (болг. Община Силистра) — община в Болгарии. Входит в состав Силистренской области. Население составляет 57 584 человек (на 15 сентября 2010 года). Площадь общины — 516 км². Административный центр — город Силистра.

## Состав общины
В состав общины входят следующие населённые пункты:
1. Айдемир
2. Бабук
3. Богорово
4. Брадвари
5. Болгарка
6. Ветрен
7. Главан
8. Йорданово
9. Казимир
10. Калипетрово
11. Полковник-Ламбриново
12. Попкралево
13. Професор-Иширково
14. Силистра
15. Смилец
16. Срацимир
17. Сребырна
18. Сырпово
19. Ценович